# 1868 en sport
Cet article présente les faits marquants de l'année 1868 en sport.

## Athlétisme
- 19 mars : l'athlète britannique Charles Absalom (° 1844) réalise un temps de 10 s. sur 100 yards. Il est considéré avec cette performance comme le premier recordman du monde du sprint[1].
- Première édition du meeting d'athlétisme britannique de Carnarvon (Pays de Galles)[2].

## Aviron
- 4 avril : The Boat Race entre les équipes universitaires d'Oxford et de Cambridge. Oxford s'impose[3].
- 24 juillet : régate universitaire entre Harvard et Yale. Harvard s'impose[4].

## Baseball
- 26 octobre : les New York Mutuals remportent le 12e championnat de baseball de la NABBP avec 31 victoires et 10 défaites[5].
- 9 décembre : la National Association of Baseball Players autorise le professionnalisme pour la saison 1869[5].

## Boxe
- 27 mai : Mike McCoole doit rencontrer Joe Coburn à Cold Springs, Indiana, dans un combat rémunéré, comptant pour le Championnat Poids lourd de l'Amérique, mais la police intervient et le combat n'aura pas lieu. Coburn et son entraîneur Jim Cusick sont arrêtés[6],[7].
- 4 septembre : Mike McCoole doit rencontrer l'ancien champion John C. Heenan près de St. Louis dans  le Missouri, mais le combat est annulé. McCoole continue à revendiquer le Championnat américain[7].
- 12 novembre :  Le seul rival sérieux de Mike McCoole est Jimmy Elliott qui bat Charley Gallagher dans le 23e round à l'Île de Pêche, près de Détroit dans le Michigan[8].

## Cricket
- Première rencontre internationale pour la sélection nationale d’Argentine de cricket. Cette partie l’oppose au voisin uruguayen[9].
- 13 mai : début de la tournée anglaise de la sélection australienne aborigène de cricket. Cette formation dispute pas moins de 47 matches au cours de cette tournée, remportant un bon tiers des parties[10].
- Le Nottinghamshire County Cricket Club est sacré champion de cricket en Angleterre[11].

## Cyclisme
- Fondation du club de cyclisme du Véloce Club de Paris[12].
- 9 mars : fondation du club de cyclisme du Véloce Club Rouennais[12].
- 11 mars : fondation du club de cyclisme du Véloce Club Rennais[12].
- Fondation du club de cyclisme du Véloce Club de Toulouse[12].
- 31 mai : course cycliste dans les allées de Saint-Cloud organisée par le Véloce Club de Paris. Le Britannique James Moore s’impose sur les 1 200 m du parcours. Selon de nombreux historiens, c’est la première course cycliste de l’histoire[12].

## Football
- Février 1868 : finale de la Coupe organisée par la Sheffield FA (Cromwell Cup). Quatre clubs, seulement, y prennent part. Il faut en effet que le club soit localisé à Sheffield (Hallam, vainqueur 1867, était du Norfolk) et qu'il ait moins de deux ans d'âge. The Wednesday enlève le premier trophée de son histoire en s'imposant en finale face à Garrick devant 600 spectateurs à Bramall Lane[13].
- Fondation probable (1863 fut longtemps évoqué) du club de football anglais de Stoke City[14].

## Golf
- 23 septembre : Tom Morris, Jr. remporte l'Open britannique à Prestwick[15].

## Hockey sur gazon
- Les étudiants d’Eton codifient le hockey sur gazon et fixent notamment le nombre de joueurs à onze[16].

## Joutes nautiques
- 25 août : Benezech, dit lou Bousigaud, remporte le Grand Prix de la Saint-Louis à Sète[17].

## Omnisports
- En France, une commission sur l’enseignement de la gymnastique diligentée par le ministère de l’Instruction Publique signale que « Depuis longtemps, on remarque que les élèves ne jouent plus, que les récréations se passent en promenades et conversations, surtout chez les élèves des classes supérieures, ce qui n'est pas fait pour les reposer des travaux intellectuels assidus »[18].

## Sport équestre
- 28-30 juillet : premier concours de saut d'obstacles à Dublin (Irlande)[19].

## Sport hippique
- Angleterre : Blue Gown gagne le Derby d'Epsom[20].
- Angleterre : The Lamb gagne le Grand National[21].
- Irlande : Madeira gagne le Derby d'Irlande[22].
- France : Suzerain gagne le Prix du Jockey Club[23].
- France : Jenny gagne le Prix de Diane[24].
- Australie : Glencoe gagne la Melbourne Cup[25].
- États-Unis : General Duke gagne la Belmont Stakes[26].

## Naissances
| - 2 janvier : Arthur Gore, joueur de tennis britannique. († 1er décembre 1928). - 7 mars : James Zealley, footballeur anglais. († 15 mai 1956). - 29 mars : Selwyn Edge, pilote de courses automobile australien. († 12 février 1940). - ? mars : William Attrill, joueur de cricket et footballeur français. († ? 1939). - 14 avril : John Sutcliffe, footballeur et joueur de rugby à XV anglais. († 7 juillet 1947). - 24 avril : Alexander Herd, golfeur écossais. († 18 février 1944). - 25 avril : - Ernst Linder, cavalier de dressage puis général d'armée suédois. († 14 septembre 1943). - Willie Maley, footballeur puis entraîneur écossais. († 2 avril 1958). - 13 mai : Sumner Paine, tireur au pistolet américain. († 18 avril 1904). - 27 mai : Henry Terry, joueur de cricket français. († 27 juillet 1952). - 30 mai : Camille du Gast, escrimeuse et pilote de courses automobile française. († 24 avril 1942). |  | - 9 juin : Laurens Meintjes, cycliste sur piste sud-africain. († 30 mars 1941). - 19 juin : John McPherson, footballeur écossais. († 31 juillet 1926). - 29 juin : Julius Beresford, rameur britannique. († 29 septembre 1959). - 7 octobre : Fred Hovey, joueur de tennis américain. († 18 octobre 1945). - 28 octobre : James Connolly, athlète de sauts américain. († 20 janvier 1957). - 4 novembre : Camille Jenatzy, pilote de courses automobile et ingénieur belge. († 7 décembre 1913). - 18 novembre : Driekske van Bussel, archer néerlandais. († 27 avril 1951). - 21 novembre : Frank Mobley, footballeur anglais. († 9 février 1956). - 22 novembre : Godfrey Brinley, joueur de tennis américain. († 6 mai 1939). - 1er décembre : Jack Angus, footballeur écossais. († ? 1933). - 27 décembre : - William Quash, footballeur anglais. († 17 mai 1938). - Arthur Linton, cycliste sur route britannique. († 23 juillet 1896). - ? : Andrew L. Riker, Inventeur, ingénieur et pilote automobile américain. († ? 1930). |